# 日本電産セイミツ
日本電産セイミツ株式会社（にほんでんさん-）は、かつて長野県上田市に本社を構えていたマイクロモータ、情報関連機器を中心に扱っていたメーカーである。中国、インドネシアに工場を持ち、製品の多くを海外で生産した。携帯電話用振動モータでは、世界シェアの約40%を占めるトップメーカーであった。旧商号は三洋精密株式会社（さんようせいみつ）。
2010年12月9日、日本電産（現・ニデック）と三洋電機（現・パナソニック）との間で、三洋の保有する三洋精密の全株式（100%）を日本電産（現・ニデック）が譲り受けることに合意し、株式譲渡契約書を締結したと発表、翌2011年7月1日付で日本電産（現・ニデック）と同社子会社の日本電産コパル（現・ニデックプレシジョン）が共同で株式を取得、日本電産セイミツに商号変更した。
2019年4月1日、日本電産コパル（現・ニデックプレシジョン）にマイクロモータ事業を譲渡することが発表され、2019年7月1日に譲渡が完了した。

## 沿革
- 1974年11月1日 - 三洋電機(現・パナソニック)の全額出資により、三洋精密株式会社設立。オーディオ用モータの製造開始。
- 2011年7月1日 - 全株式を日本電産（現・ニデック）グループに売却、日本電産セイミツ株式会社に商号変更。
- 2017年10月31日 - 本社工場敷地内に日本電産シンポ（現・ニデックドライブテクノロジー）上田工場建設を発表[6]。
- 2019年7月1日 - 日本電産コパル（現・ニデックプレシジョン）にマイクロモータ事業を譲渡。これと同時に法人格消滅。

## 海外事業所

### 中国
- 日本電産精密馬達科技（東莞）有限公司[7]